# Nagykeresztúr
Nagykeresztúr es un pueblo ubicado en el condado de Nógrád, Hungría.

## Superficie
Posee una superficie de 8,20 kilómetros cuadrados.

## Demografía
Hasta 2021 la población era de 230 habitantes, con una densidad de población de 28,04 habitantes por kilómetro cuadrado.